# Nematocharax

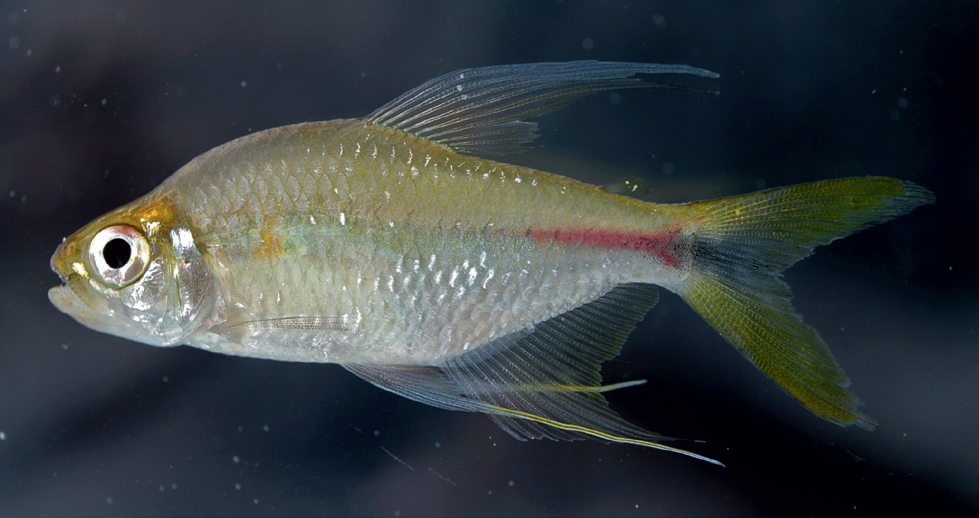
Nematocharax costai, holotipo vivo en Iguaí, Bahía (Brasil).

Nematocharax es un género de peces de agua dulce de la subfamilia Rhoadsiinae, de la familia Characidae. Las dos especies que lo componen son endémicas del este del Brasil, donde habitan en cursos fluviales tropicales.

## Taxonomía
Este género fue descrito en el año 1986 por los ictiólogos Stanley Howard Weitzman, Naércio Aquino de Menezes y Heraldo Antonio Britski.
Especies
Este género se subdivide en 2 especies:
- Nematocharax costai Braganza, M. A. Barbosa & Mattos, 2013[2] Es endémica de la cuenca del río Contas, en el estado de Bahía.
- Nematocharax venustus S. H. Weitzman, Menezes & Britski, 1986[3][4] Es endémica de la cuenca del río Jequitinhonha, el cual discurre por los estados de Minas Gerais y Bahía.